# Carpha perrieri
Carpha perrieri är en halvgräsart som beskrevs av Henri Chermezon. Carpha perrieri ingår i släktet Carpha och familjen halvgräs. Inga underarter finns listade i Catalogue of Life.